# Бомпенсиере
Бомпенсиѐре (на италиански: Bompensiere, на сицилиански Naduri, Надури) е село и община в Южна Италия, провинция Калтанисета, автономен регион и остров Сицилия. Разположено е на 283 m надморска височина. Населението на общината е 611 души (към 2012 г.).
От 1868 до 1911 г. село Бомпенсиере е част на община Монтедоро.